# Voo Linea Aeropostal Venezolana 253 (junho de 1956)
O voo Linea Aeropostal Venezolana 253 era uma linha aérea da companhia venezuelana homônima que ligava os Estados Unidos a Venezuela (enquanto que o voo Venezuela - Estados Unidos tinha o número 252), com escalas ocasionais em Havana. Considerado o mais luxuoso voo da empresa venezuelana, era procurado por famílias abastadas locais que passavam suas férias nos Estados Unidos. O Voo 253 ficou marcado por dois acidentes fatais ocorridos no ano de 1956, quando 99 pessoas faleceram em decorrência dos mesmos:
- 20 de junho de 1956 - Queda do Lockheed L-1049 Super Constellation YV-C-MAS Rafael Urdaneta. A aeronave que transportava 64 passageiros e 10 tripulantes, caiu no mar poucas horas após decolar do aeroporto de Idlewild em Nova Iorque. A queda, provocada por um incêndio a bordo e posterior explosão, matou todos os seus ocupantes;[1]

- 27 de novembro de 1956 - Queda do Lockheed L-749 Constellation YV-C-AMA José Martí ou Antonio José de Sucre[2]. Durante uma intensa tempestade, a aeronave tentava pousar no aeroporto de Caracas quando  bateu na Silla de Caracas, Cerro Ávila, nas proximidades do aeroporto. O impacto da aeronave causou a morte instantânea de todos os seus 18 passageiros e 7 tripulantes;[3]

## Aeronave
Após o sucesso inicial do Constellation, a Douglas lançou no mercado o DC-6. Caracterizado por uma grande autonomia (cerca de 7600 km) e podendo transportar até 102 passageiros, o DC-6B foi largamente empregado por companhias aéreas em voos intercontinentais.
Para responder ao lançamento do DC-6B, a Lockheed preparou o projeto do Super Constellation. Lançado em dezembro de 1951, o Super Constellation tinha autonomia de 8288 km e podia transportar até 106 passageiros. Apesar desses números, a Lockheed perdeu mercado para a Douglas. Enquanto que foram fabricadas 704 unidades (entre civis e militares) do DC-6, o Super Constellation conseguiu vender apenas 579. Até o final da década de 1950, a Lockheed perderia mercado durante a era do jato e se voltaria para projetos militares.
A aeronave destruída no acidente do voo 253 foi fabricada em 1954 e recebeu o número de construção 4561. Adquirida pela Linea Aeropostal Venezolana, recebeu o prefixo YV-C-MAS e foi batizada pela empresa de Rafael Urdaneta. A aeronave fazia parte de uma encomenda envolvendo o fornecimento de três luxuosos Super Constellation (cada um custou US$ 2,5 milhões) destinados a operar as rotas da empresa para a América do Norte e Europa.

## Acidente
O Voo 252 da Linea Aeropostal Venezolana (LAV) teve início na manhã de 19 de junho de 1956. Enquanto os passageiros eram embarcados, o Lockheed L-1049 Super Constellation prefixo YV-C-MAS era preparado para realizar o voo direto até o aeroporto de Idlewild, Nova Iorque. Após decolar, a aeronave seguiu para o norte e atingiu rapidamente a velocidade de cruzeiro. O pouso em Nova Iorque estava previsto para ocorrer por volta das 17h30h (horário local). Após pousar no horário previsto no aeroporto de Idlewild, Nova Iorque, a aeronave foi recolhida ao hangar. No final da noite, o Super Constellation foi preparado para realizar o voo 253 (Nova Iorque-Caracas), cuja decolagem estava prevista para as 23h. A aeronave era comandada pelo capitão Luis F. Plata. Com 12 mil horas de voo, Plata era um dos mais experientes pilotos da Venezuela e presidia a associação de pilotos do país.
O Super Constellation decolou do aeroporto de Idlewild, Nova Iorque, com seis minutos de atraso e rumou para o sul, na direção da costa da Virgínia. A tripulação emitiu uma mensagem às 0h24min informando problemas em um dos motores quando sobrevoava o oceano Atlântico, cerca de 250 milhas a leste de Norfolk, Virgínia. 
Voando em velocidade de cruzeiro, o Super Constellation foi surpreendido com um disparo de hélice ocorrido no motor nº 2. A tripulação iniciou os procedimentos para desligar e embandeirar o motor, ao mesmo tempo em que comunicava às autoridades que estava retornando para Nova Iorque. Apesar dos esforços da tripulação, o motor não pôde ser embandeirado, e às 0h40min, o comandante do voo 253, capitão Plata emitiu uma mensagem de situação de emergência (mayday). O controle de aproximação (APP) de Nova Iorque autorizou o pouso de emergência do voo 253 e solicitou a um Super Constellation da Eastern Air Lines que voava para Porto Rico e se encontrava nas proximidades, que acompanhasse a situação. Ao mesmo tempo, um avião da Guarda Costeira dos Estados Unidos decolou para acompanhar o Super Constellation até seu pouso em Nova Iorque.
A aeronave venezuelana se aproximava de Nova Iorque, enquanto que a situação a bordo se deteriorava cada vez mais. Para evitar o risco de explosão durante o pouso (e facilitar a pilotagem da aeronave), a tripulação do voo 253 solicitou às 01h25min do dia 20 de junho, uma autorização para despejar a maior parte do seu combustível.
Enquanto isso, o Constellation era acompanhado de perto pelas aeronaves da Eastern e da Guarda Costeira. Autorizado pelo APP de Nova Iorque, o comandante iniciou o despejo do combustível excedente às 01h29 min. Poucos segundos depois, as tripulações das aeronaves de escolta viram o combustível iniciar um incêndio na fuselagem da aeronave, seguido de uma explosão. O Lockheed L-1049 Super Constellation prefixo YV-C-MAS da Linea Aeropostal Venezolana havia se transformado em uma imensa bola de fogo. Em chamas, a aeronave caiu às 01h32 min no Oceano Atlântico, cerca de 32 milhas a leste de Asbury Park (Nova Jérsei), afundando rapidamente.
Notificada pelas aeronaves de escolta, a Guarda Costeira dos Estados Unidos enviou o navio USNS Lt. Robert Craig (T-AK-252) para o local da queda, para buscar possíveis sobreviventes, enquanto que o avião da Guarda Costeira sobrevoava continuamente o local, avistando apenas destroços e pedaços de roupas. Ao chegar no local da queda às 3h43min, o navio da Marinha dos Estados Unidos encontrou apenas fragmentos de corpos, enquanto que os destroços da aeronave estavam a 120 metros da superfície do mar.
| “ | ...Estamos prontos a lançar à agua nossa gasolina, vemos Nova Iorque... | ” |

## Investigações
| “ | Segundos depois, vimos algumas chipas debaixo das asas e logo uma grande labareda debaixo da asa direita. O combustível ao que parece se havia incendiado. | ” |

Poucos destroços foram recuperados pela equipe de investigações, de forma que as maiores fontes de informações foram as transcrições das mensagens da tripulação do voo 253 e das tripulações das aeronaves da Eastern e da Guarda Costeira que testemunharam a explosão e a queda da aeronave. A comissão de investigação do acidente estimou, após ensaios em laboratório, que um disparo de hélice poderia causar vibrações excessivas na asa , de forma que poderia danificar e ou romper os dutos que interligavam os tanques de combustível. Após a tripulação liberar parte do combustível excedente, parte do mesmo pode ter vazado dos dutos e ou dos tanques e atingido as partes quentes do motor, como o escapamento, provocando a ignição do combustível e originando o incêndio e a posterior explosão dos tanques.
Por conta da impossibilidade de recolher os destroços das asas, nunca pôde ser determinado até que ponto a asa esquerda foi danificada pelas vibrações do motor que sofreu o disparo de hélice. O disparo de hélice é um problema comum em motores radiais. Durante o voo, as pás das hélices são atingidas por rajadas de vento. A força do vento pode girar a hélice acima do limite de rotações por minuto (RPM) projetado para um motor. Sobrecarregado, o motor superaquece e entra em pane. Para minimizar os efeitos da força dos ventos sobre as hélices, as mesmas contam com um sistema de controle e limitação das rotações das hélices e de regulação do ângulo das pás.
Posteriormente, um parente de uma das vítimas processou a companhia aérea e a empresa United Aircraft (proprietária da Hamilton Standard, fabricante das hélices do Constellation). Posteriormente, as aeronaves de motor a pistão foram obrigadas pela Administração Federação de Aviação dos Estados Unidos (FAA) a possuir um equipamento de controle e limitação das rotações e do ângulo das pás das hélices. Esse equipamento, conhecido por Pitch Lock, já estava disponível em aeronaves da Douglas Aircraft Company desde janeiro de 1956.

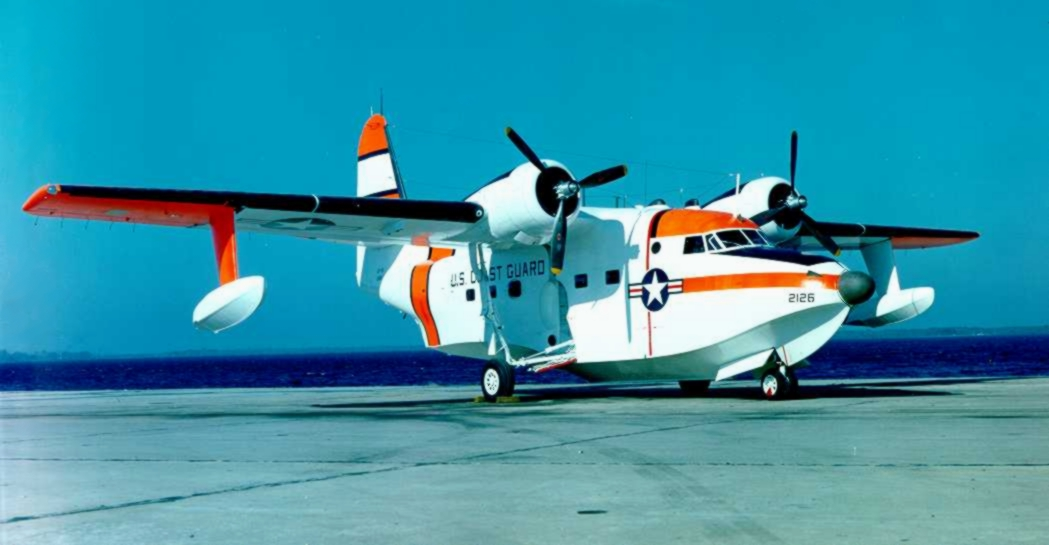
Um Grumman HU-16 Albatross da Guarda Costeira dos Estados Unidos (similar ao da foto) foi enviado para escoltar o Super Constellation da LAV até o aeroporto de Nova Iorque. Porém, sua tripulação testemunhou o acidente e serviu de fonte de informações para a comissão de investigação do acidente.
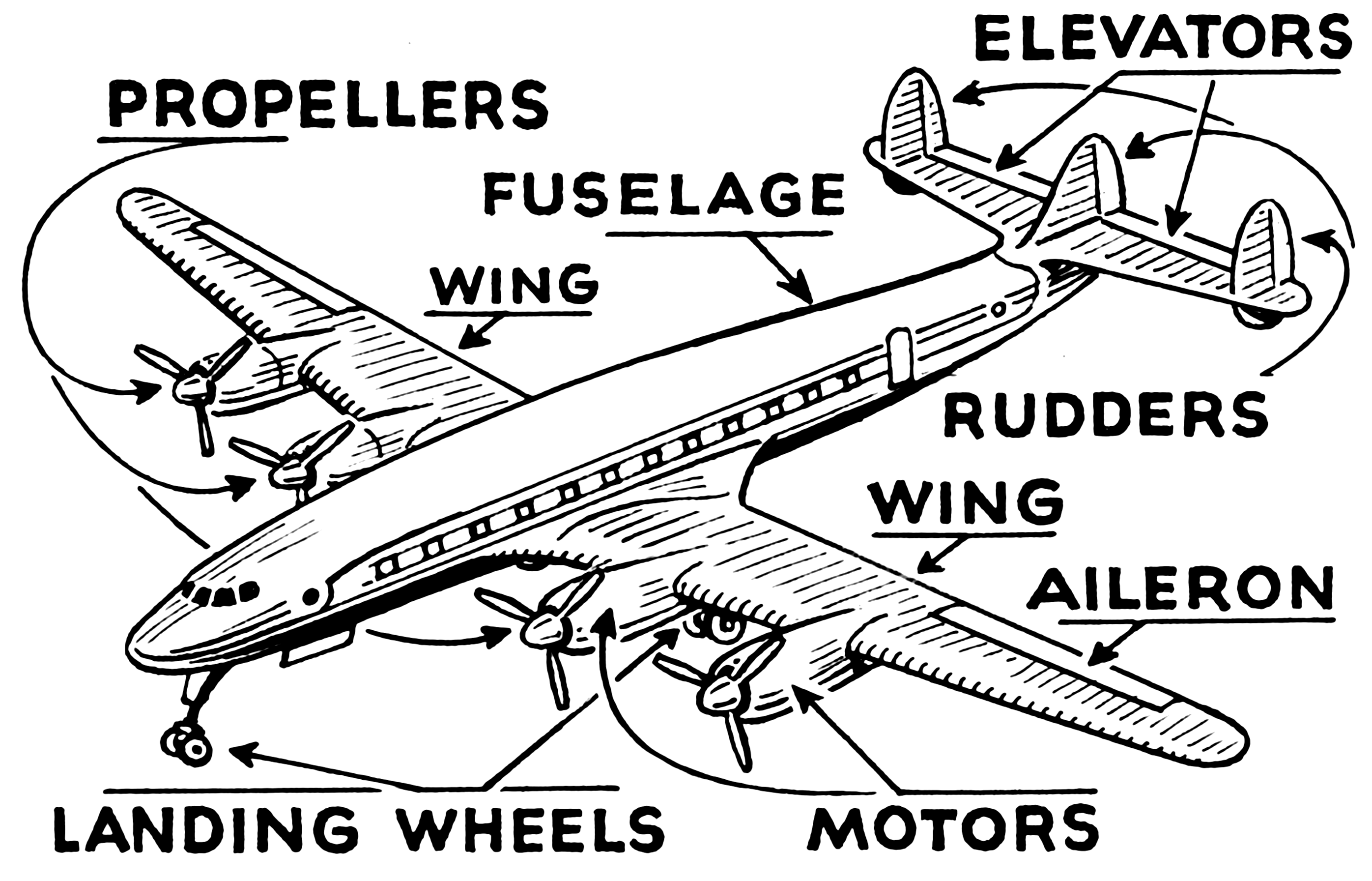
O motor nº 2 (localizado na asa esquerda, próximo a fuselagem-visto do lado direito destas ilustração) sofreu a pane que deu origem ao acidente.
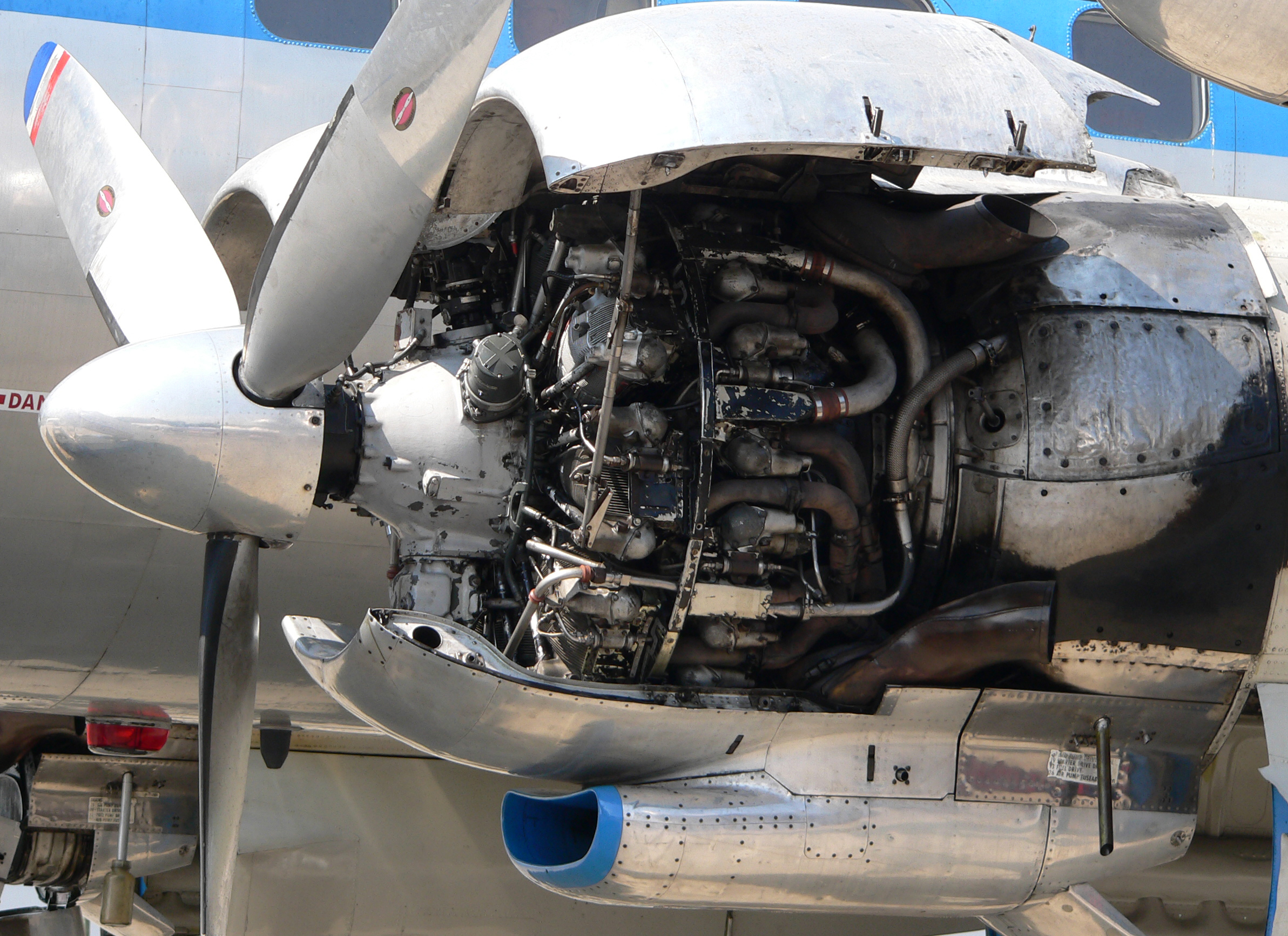
Motor Curtiss Wright R-3350 Duplex-Cyclone, que impulsionava o Lockheed L-1049 Super Constellation.

## Nacionalidades
A maior parte dos passageiros era da Venezuela, sendo que alguns deles eram membros de algumas das famílias mais ricas do país.
| Nacionalidade | Tripulação | Passageiros | Total | Sobreviventes |
| ------------- | ---------- | ----------- | ----- | ------------- |
| venezuelana   | 6          | 42          | 48    | 0             |
| estadunidense | 2          | 18          | 20    | 0             |
| italiana      | 1          | 0           | 1     | 0             |
| francesa      | 1          | 1           | 2     | 0             |
| espanhola     | –          | 2           | 2     | 0             |
| suíça         | –          | 1           | 1     | 0             |
| Total         | 10         | 64          | 74    | 0             |

## Consequências
O acidente enlutou a Venezuela. Até aquele momento, o desastre do voo 253 era o pior acidente aéreo da aviação comercial regular internacional. Poucos dias depois, essa funesta marca foi derrubada pelo Desastre aéreo do Grand Canyon.
Por superstição, as empresas aéreas substituem os números indicativos de voos após graves acidentes. No entanto, a LAV manteve o voo para os Estados Unidos com o número 253. Ironicamente, em 27 de novembro de 1956, outro Constellation da empresa venezuelana sofre um acidente fatal. Em aproximação para o pouso no aeroporto de Maiquetia, a aeronave bateu na Silla de Caracas, morro da Cordilheira Ávila, localizada nos arredores da capital venezuelana. Todos os 25 ocupantes da aeronave morreram em decorrência do impacto.
O voo 253 continuou a ser realizado até muitos anos depois, embora seu destino tenha sido alterado para Aruba, constando na tabela oficial de horários da Linea Aeropostal Venezolana até o final da década de 1960.